# رله فنر سیمی
رله فنر سیمی (به انگلیسی: Wire spring relay) نوعی رله است که دارای فنرهایی است که از سیم‌های کشیده‌شدهٔ نقره نیکل ساخته شده است، نه اینکه مانند رله فنری تخت از ورق فلز بریده شده باشد. این دسته از رله‌ها مزیت‌های تولید و عملیاتی را نسبت به طرح‌های قبلی ارائه می‌دهند. رله‌های فنر سیمی در اوایل دهه ۱۹۵۰ وارد تولید انبوه شدند.
رله‌های فنر سیمی مناسب‌ترین رله برای توابع منطقی و رایانش بودند. آنها به‌طور گسترده در نشانگرها استفاده می‌شدند، که رایانه‌هایی با هدف خاص بودند که برای مسیریابی تماس‌ها در تلفن‌خانه کلید میل‌تقاطعی استفاده می‌شدند.
رله‌های فنر سیمی عمدتاً توسط شرکت وسترن الکتریک برای استفاده در تلفن‌خانه الکترومکانیکی در سامانه بل تولید می‌شد. این طرح برای استفاده در سراسر جهان مجوز داشت و در ژاپن رایج بود.
تولید رله‌های فنر سیمی در اواخر قرن بیستم به دلیل معرفی سیستم‌های سوئیچینگ الکترونیکی دیجیتال که از آنها در تعداد بسیار کمی استفاده می‌کردند، به شدت کاهش یافت.

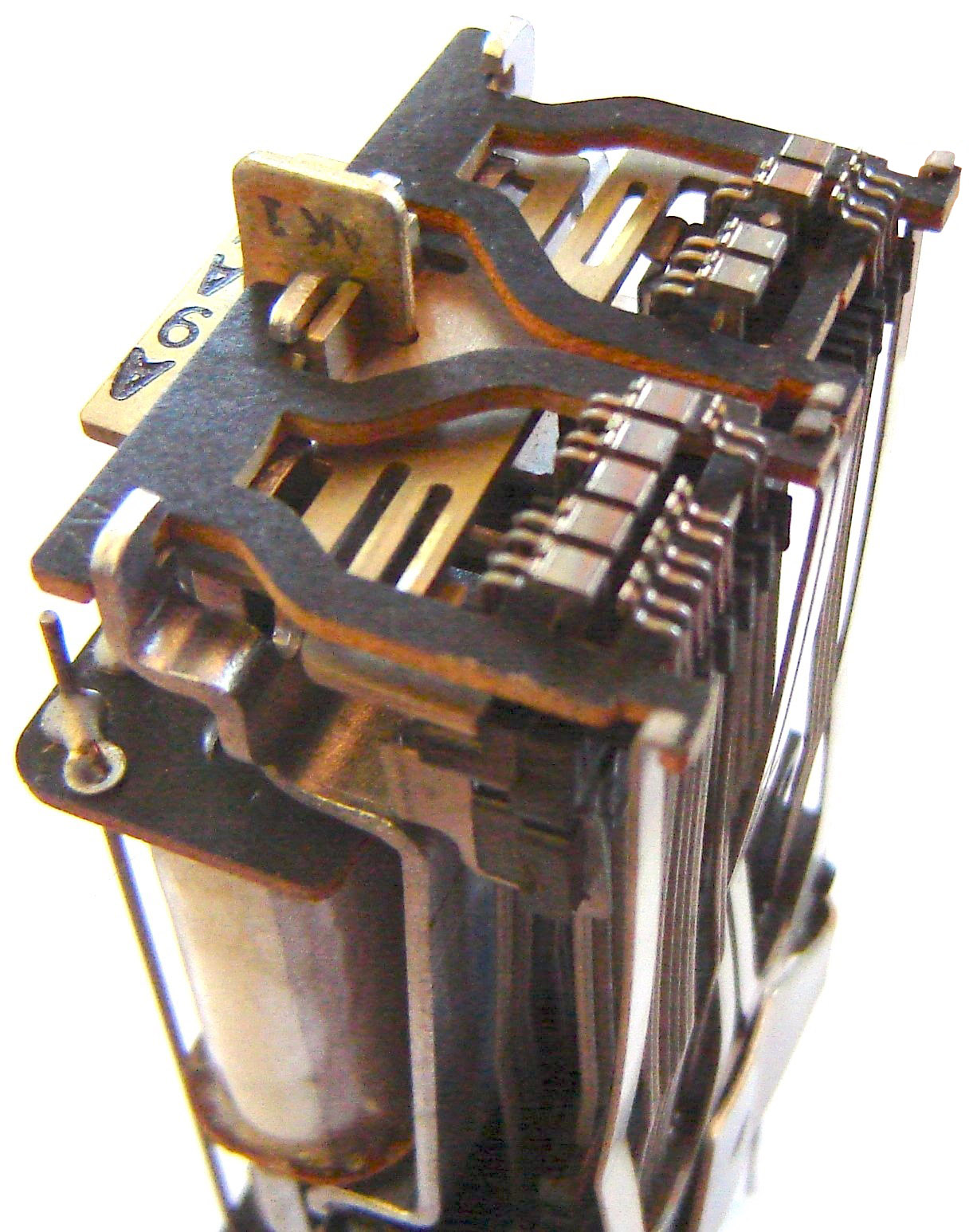
یک جفت رله فنر سیمی در یک قاب به نام "رله اسپلیت"

## توضیحات
یک رله فنر سیمی معمولاً تعداد زیادی کنتاکت جداگانه دارد. هر کنتاکت یا یک کنتاکت ثابت است که حرکت نمی‌کند یا یک کنتاکت متحرک است و از یک تکه سیم کوتاه ساخته می‌شود. نقاط تماس از بلوک‌های کوچک فلزات گرانبها مانند پالادیوم ساخته شده‌اند که به صورت نقطه‌ای به فنرسیمی‌ها جوش داده می‌شوند. اکثر رله‌های فنر سیمی تولید شده در دهه ۱۹۶۰ دارای دوازده کنتاکت ثابت بودند. برای هر کنتاکت ثابت می‌توان یک کنتاکت بطورطبیعی باز (وصل)، یک کنتاکت بطورطبیعی بسته (قطع) یا هر دو را فراهم کرد. یک کنتاکت متحرک شامل دو سیم است که از پایه رله بیرون زده‌اند و کمی به سمت داخل خم شده‌اند تا به آرمیچر فشار وارد کنند.
کنتاکت‌های متحرک توسط یک الگوی کاغذ فنلی به نام «کارت» از کنتاکت‌های ثابت دور نگه داشته می‌شوند. با تغییر عمق برش‌ها در این فرم، می‌توان کنتاکت‌ها را زودتر یا دیرتر از سایرین وصل یا قطع کرد. این را می‌توان برای انتقال کنترل الکتریکی یا قدرت از یک منبع به منبع دیگر با استفاده از یک کنتاکت «وصل» قبل از اینکه کنتاکت «قطع» مربوطه کار کند، استفاده کرد.
برای تلفن‌خانه کنترل برنامه ذخیره‌شده در اوایل دهه ۱۹۷۰، بسیاری از رله‌ها با هسته‌های فولادی ساخته شدند که پس از توقف جریان در سیم‌پیچ، مغناطیسی باقی ماندند. این ویژگی لَچ‌سازی مغناطیسی، متفاوت از استفاده از اسلاگ برای به تأخیر انداختن عملکرد رله، در آرایه‌های رله‌های مغناطیسی که مسیرهای اتصال را در مدل‌های اولیه سیستم‌های سوئیچینگ الکترونیکی سوئیچ می‌کردند، استفاده می‌شد. یک رله سیمی مینیاتوری نیز تولید شد که تقریباً در سال ۱۹۷۴ به عنوان بخشی از بازطراحی 1A کلید 1ESS شروع شد.

## استفاده در منطق
رله‌های فنر سیمی می‌توانند برای ایجاد مدارهای ترکیبی معمولی که بعداً در طراحی سیلیکونی مورد استفاده قرار گرفتند، به هم متصل شوند.

## استفاده به‌عنوان حافظه
مدارهای حافظه به شکل لَچ نیز می‌توانند با داشتن یک کنتاکت رله مدار سیم‌پیچ خود را در هنگام کار ببندند (خود را در حالت روشن نگه دارند). سپس رله حالتی را که به آن راه‌اندازی شده است بسته و ذخیره می‌کند. با این قابلیت، در دهه ۱۹۳۰ از رله‌ها برای ایجاد کامپیوترهای مخصوص کلیدهای تلفن استفاده شد. با شروع در دهه ۱۹۵۰، این طرح‌ها به رله‌های فنر سیمی تبدیل شدند و آنها را سریع‌تر و قابل اطمینان‌تر کرد.

## استفاده در سامانه‌های حامل
رله‌های فنر سیمی نیز در واحدهای کانال سیگنال‌دهی سامانه‌های حامل گنجانده شدند.

## یادداشت
1. ↑   حلقه مسی سنگین قرار گرفته روی هسته پیچک برای ایجاد تأخیر در عملکرد رله